# Бериго, Кевин
Кевин Бериго́ (фр. Kévin Bérigaud; 9 мая 1988, Тонон-ле-Бен, Франция) — французский футболист, нападающий кипрского клуба «Пафос».

## Клубная карьера
Кевин Бериго начинал карьеру в швейцарском футбольном клубе «Серветт». За первую команду клуба не играл. В 2008 году начал выступать за «Эвиан» во французском третьем дивизионе. В сезоне 2009/10 «Эвиан» выиграл лигу Насьональ и 6 августа 2010 года Бериго дебютировал в Лиге 2. В первом же матче форвард забил гол в ворота Кристофа Марише из «Меца»
.
По итогам сезона 2010/11 «Эвиан» вышел в Лигу 1.
Кевин Бериго впервые сыграл в высшем дивизионе Франции 6 августа 2011 года, заменив во втором тайме матча против «Бреста» Юссефа Аднана
.
20 августа 2011 года нападающий забил первый гол в Лиге 1 (в ворота Гильермо Очоа из «Аяччо»)
.
В сезоне 2012/13 Бериго в составе «Эвиана» стал финалистом Кубка Франции.

## Достижения
«Эвиан»
- Финалист Кубка Франции (1): 2012/13

## Статистика
| Клуб             | Сезон            | Чемпионат        | Чемпионат | Чемпионат | Кубки | Кубки | Еврокубки | Еврокубки | Всего | Всего |
| Клуб             | Сезон            | Лига             | Игры      | Голы      | Игры  | Голы  | Игры      | Голы      | Игры  | Голы  |
| ---------------- | ---------------- | ---------------- | --------- | --------- | ----- | ----- | --------- | --------- | ----- | ----- |
| Эвиан            | 2008/09          | Лига 3           | 29        | 11        | 4     | 0     | 0         | 0         | 33    | 11    |
| Эвиан            | 2009/10          | Лига 3           | 29        | 13        | 3     | 4     | 0         | 0         | 32    | 17    |
| Эвиан            | 2010/11          | Лига 2           | 35        | 6         | 6     | 2     | 0         | 0         | 41    | 8     |
| Эвиан            | 2011/12          | Лига 1           | 19        | 6         | 2     | 1     | 0         | 0         | 21    | 7     |
| Эвиан            | 2012/13          | Лига 1           | 35        | 4         | 6     | 4     | 0         | 0         | 41    | 8     |
| Эвиан            | 2013/14          | Лига 1           | 6         | 5         | 0     | 0     | 0         | 0         | 6     | 5     |
| Всего за карьеру | Всего за карьеру | Всего за карьеру | 153       | 45        | 21    | 11    | 0         | 0         | 174   | 56    |